# Miellée
En apiculture, la miellée correspond à un pic d'activité des essaims d'abeilles au cours duquel la production de miel est la plus intense. Sous un climat tempéré, le phénomène se produit au printemps et au cours de l'été, lorsque les ressources mellifères sont les plus abondantes et les conditions météorologiques favorables au vol des abeilles.
Une miellée peut être caractérisée par la saison au cours de laquelle elle a lieu ou par les plantes présentant un pic de production de nectar : miellée de printemps, miellée de pissenlit, de sapin.
Le terme miellée est parfois utilisé pour désigner soit le miellat, soit l'exsudation d'une substance sucrée par les feuilles et les bourgeons.